# Gnatostomados
Os gnatostomados (do grego gnathos, mandíbula, e stomatos, boca) constituem uma superclasse de animais vertebrados, onde são reunidos os peixes que possuem mandíbula e os tetrápodes. Divergem com superclasse dos ágnatos, que não possuem mandíbula.

## Origem
Os primeiros gnatostomados indiscutivelmente reconhecidos são do Siluriano inferior, mas escamas, semelhantes às de tubarões, sugerem que eles tenham se originado antes, no Ordoviciano Médio. Tradicionalmente, a diferença entre gnatostomados e agnatos é descrita como os primeiros possuindo maxilas, que apresentam dentes na maioria das formas, além de dois conjuntos de apêndices ou nadadeiras pares (peitorais e pélvicas ). As maxilas dos gnatostomados possuem dentes, mas os dentes devem ter evoluído depois que as maxilas estavam no lugar, porque os primeiros membros dos peixes gnatostomados mais primitivos não tinham dentes. O plano do corpo dos gnatostomados revela que são caracterizados por muitos outros aspectos, o que implica que os gnatostomados representem um passo básico mais elevado nos níveis de atividade e de complexidade a partir de vertebrados agnatos. Estes aspectos incluem progresso nas capacidades locomotoras e predatórias, e nos sistemas sensorial e circulatório.

## Taxonomia
- Subfilo Vertebrata
  - Infrafilo Gnathostomata

- Classe Placodermi — extinta

- Microfilo Eugnathostomata

- Classe Chondrichthyes (peixes cartilaginosos)

(não classificado) Teleostomi (Acanthodii e Osteichthyes)
- Classe Acanthodii — extinta

- Superclasse Osteichthyes (peixes ósseos)

- Classe Actinopterygii
- Classe Sarcopterygii

- Superclasse Tetrapoda

- Classe Amphibia

(não classificado) Amniota (ovo amniótico)
- Classe Sauropsida (répteis e sauropsídeos)
- Classe Aves
- Classe Synapsida
- Classe Mammalia (mamíferos)

## Filogenia
|  | Sauropsida |
|  |            |

|  | Mammalia |
|  |          |

|  | Sauropsida |
|  |            |

|  | Mammalia |
|  |          |

|  | Sauropsida |
|  |            |

|  | Mammalia |
|  |          |

|  | Sauropsida |
|  |            |

|  | Mammalia |
|  |          |

|  | Sauropsida |
|  |            |

|  | Mammalia |
|  |          |

|  | Sauropsida |
|  |            |

|  | Mammalia |
|  |          |

|  | Sauropsida |
|  |            |

|  | Mammalia |
|  |          |

|  | Sauropsida |
|  |            |

|  | Mammalia |
|  |          |

|  | Sauropsida |
|  |            |

|  | Mammalia |
|  |          |

|  | Sauropsida |
|  |            |

|  | Mammalia |
|  |          |

|  | Sauropsida |
|  |            |

|  | Mammalia |
|  |          |

|  | Sauropsida |
|  |            |

|  | Mammalia |
|  |          |

|  | Sauropsida |
|  |            |

|  | Mammalia |
|  |          |

|  | Sauropsida |
|  |            |

|  | Mammalia |
|  |          |

|  | Sauropsida |
|  |            |

|  | Mammalia |
|  |          |

|  | Sauropsida |
|  |            |

|  | Mammalia |
|  |          |

|  | Sauropsida |
|  |            |

|  | Mammalia |
|  |          |

|  | Sauropsida |
|  |            |

|  | Mammalia |
|  |          |

|  | Sauropsida |
|  |            |

|  | Mammalia |
|  |          |

|  | Sauropsida |
|  |            |

|  | Mammalia |
|  |          |

|  | Sauropsida |
|  |            |

|  | Mammalia |
|  |          |

|  | Sauropsida |
|  |            |

|  | Mammalia |
|  |          |

|  | Sauropsida |
|  |            |

|  | Mammalia |
|  |          |

|  | Sauropsida |
|  |            |

|  | Mammalia |
|  |          |

|  | Sauropsida |
|  |            |

|  | Mammalia |
|  |          |

|  | Sauropsida |
|  |            |

|  | Mammalia |
|  |          |

|  | Sauropsida |
|  |            |

|  | Mammalia |
|  |          |

|  | Sauropsida |
|  |            |

|  | Mammalia |
|  |          |

|  | Sauropsida |
|  |            |

|  | Mammalia |
|  |          |

|  | Sauropsida |
|  |            |

|  | Mammalia |
|  |          |

|  | Sauropsida |
|  |            |

|  | Mammalia |
|  |          |

|  | Sauropsida |
|  |            |

|  | Mammalia |
|  |          |

|  | Sauropsida |
|  |            |

|  | Mammalia |
|  |          |

|  | Sauropsida |
|  |            |

|  | Mammalia |
|  |          |

|  | Sauropsida |
|  |            |

|  | Mammalia |
|  |          |

|  | Sauropsida |
|  |            |

|  | Mammalia |
|  |          |

|  | Sauropsida |
|  |            |

|  | Mammalia |
|  |          |

|  | Sauropsida |
|  |            |

|  | Mammalia |
|  |          |

|  | Sauropsida |
|  |            |

|  | Mammalia |
|  |          |

|  | Sauropsida |
|  |            |

|  | Mammalia |
|  |          |

|  | Sauropsida |
|  |            |

|  | Mammalia |
|  |          |

|  | Sauropsida |
|  |            |

|  | Mammalia |
|  |          |

|  | Sauropsida |
|  |            |

|  | Mammalia |
|  |          |

|  | Sauropsida |
|  |            |

|  | Mammalia |
|  |          |

|  | Sauropsida |
|  |            |

|  | Mammalia |
|  |          |

|  | Sauropsida |
|  |            |

|  | Mammalia |
|  |          |

|  | Sauropsida |
|  |            |

|  | Mammalia |
|  |          |

|  | Sauropsida |
|  |            |

|  | Mammalia |
|  |          |

|  | Sauropsida |
|  |            |

|  | Mammalia |
|  |          |

|  | Sauropsida |
|  |            |

|  | Mammalia |
|  |          |

|  | Sauropsida |
|  |            |

|  | Mammalia |
|  |          |

|  | Sauropsida |
|  |            |

|  | Mammalia |
|  |          |

|  | Sauropsida |
|  |            |

|  | Mammalia |
|  |          |

|  | Sauropsida |
|  |            |

|  | Mammalia |
|  |          |

|  | Sauropsida |
|  |            |

|  | Mammalia |
|  |          |

|  | Sauropsida |
|  |            |

|  | Mammalia |
|  |          |

|  | Sauropsida |
|  |            |

|  | Mammalia |
|  |          |

|  | Sauropsida |
|  |            |

|  | Mammalia |
|  |          |

|  | Sauropsida |
|  |            |

|  | Mammalia |
|  |          |

|  | Sauropsida |
|  |            |

|  | Mammalia |
|  |          |

|  | Sauropsida |
|  |            |

|  | Mammalia |
|  |          |

|  | Sauropsida |
|  |            |

|  | Mammalia |
|  |          |

|  | Sauropsida |
|  |            |

|  | Mammalia |
|  |          |

|  | Sauropsida |
|  |            |

|  | Mammalia |
|  |          |

|  | Sauropsida |
|  |            |

|  | Mammalia |
|  |          |

|  | Sauropsida |
|  |            |

|  | Mammalia |
|  |          |

|  | Sauropsida |
|  |            |

|  | Mammalia |
|  |          |

|  | Sauropsida |
|  |            |

|  | Mammalia |
|  |          |

|  | Sauropsida |
|  |            |

|  | Mammalia |
|  |          |

|  | Sauropsida |
|  |            |

|  | Mammalia |
|  |          |

|  | Sauropsida |
|  |            |

|  | Mammalia |
|  |          |

|  | Sauropsida |
|  |            |

|  | Mammalia |
|  |          |

|  | Sauropsida |
|  |            |

|  | Mammalia |
|  |          |

|  | Sauropsida |
|  |            |

|  | Mammalia |
|  |          |

|  | Sauropsida |
|  |            |

|  | Mammalia |
|  |          |

|  | Sauropsida |
|  |            |

|  | Mammalia |
|  |          |

|  | Sauropsida |
|  |            |

|  | Mammalia |
|  |          |

|  | Sauropsida |
|  |            |

|  | Mammalia |
|  |          |

|  | Sauropsida |
|  |            |

|  | Mammalia |
|  |          |

|  | Sauropsida |
|  |            |

|  | Mammalia |
|  |          |

|  | Sauropsida |
|  |            |

|  | Mammalia |
|  |          |

|  | Sauropsida |
|  |            |

|  | Mammalia |
|  |          |

|  | Sauropsida |
|  |            |

|  | Mammalia |
|  |          |

|  | Sauropsida |
|  |            |

|  | Mammalia |
|  |          |

|  | Sauropsida |
|  |            |

|  | Mammalia |
|  |          |

|  | Sauropsida |
|  |            |

|  | Mammalia |
|  |          |

|  | Sauropsida |
|  |            |

|  | Mammalia |
|  |          |

|  | Sauropsida |
|  |            |

|  | Mammalia |
|  |          |

|  | Sauropsida |
|  |            |

|  | Mammalia |
|  |          |

|  | Sauropsida |
|  |            |

|  | Mammalia |
|  |          |

|  | Sauropsida |
|  |            |

|  | Mammalia |
|  |          |

|  | Sauropsida |
|  |            |

|  | Mammalia |
|  |          |

|  | Sauropsida |
|  |            |

|  | Mammalia |
|  |          |

|  | Sauropsida |
|  |            |

|  | Mammalia |
|  |          |

|  | Sauropsida |
|  |            |

|  | Mammalia |
|  |          |

|  | Sauropsida |
|  |            |

|  | Mammalia |
|  |          |

|  | Sauropsida |
|  |            |

|  | Mammalia |
|  |          |

|  | Sauropsida |
|  |            |

|  | Mammalia |
|  |          |

|  | Sauropsida |
|  |            |

|  | Mammalia |
|  |          |

|  | Sauropsida |
|  |            |

|  | Mammalia |
|  |          |

|  | Sauropsida |
|  |            |

|  | Mammalia |
|  |          |

|  | Sauropsida |
|  |            |

|  | Mammalia |
|  |          |

|  | Sauropsida |
|  |            |

|  | Mammalia |
|  |          |

|  | Sauropsida |
|  |            |

|  | Mammalia |
|  |          |

|  | Sauropsida |
|  |            |

|  | Mammalia |
|  |          |

|  | Sauropsida |
|  |            |

|  | Mammalia |
|  |          |

|  | Sauropsida |
|  |            |

|  | Mammalia |
|  |          |

|  | Sauropsida |
|  |            |

|  | Mammalia |
|  |          |

|  | Sauropsida |
|  |            |

|  | Mammalia |
|  |          |

|  | Sauropsida |
|  |            |

|  | Mammalia |
|  |          |

|  | Sauropsida |
|  |            |

|  | Mammalia |
|  |          |

|  | Sauropsida |
|  |            |

|  | Mammalia |
|  |          |

|  | Sauropsida |
|  |            |

|  | Mammalia |
|  |          |

|  | Sauropsida |
|  |            |

|  | Mammalia |
|  |          |

|  | Sauropsida |
|  |            |

|  | Mammalia |
|  |          |

|  | Sauropsida |
|  |            |

|  | Mammalia |
|  |          |

|  | Sauropsida |
|  |            |

|  | Mammalia |
|  |          |

|  | Sauropsida |
|  |            |

|  | Mammalia |
|  |          |

|  | Sauropsida |
|  |            |

|  | Mammalia |
|  |          |

|  | Sauropsida |
|  |            |

|  | Mammalia |
|  |          |

|  | Sauropsida |
|  |            |

|  | Mammalia |
|  |          |

|  | Sauropsida |
|  |            |

|  | Mammalia |
|  |          |

|  | Sauropsida |
|  |            |

|  | Mammalia |
|  |          |

|  | Sauropsida |
|  |            |

|  | Mammalia |
|  |          |

|  | Sauropsida |
|  |            |

|  | Mammalia |
|  |          |

|  | Sauropsida |
|  |            |

|  | Mammalia |
|  |          |

|  | Sauropsida |
|  |            |

|  | Mammalia |
|  |          |

|  | Sauropsida |
|  |            |

|  | Mammalia |
|  |          |

|  | Sauropsida |
|  |            |

|  | Mammalia |
|  |          |

|  | Sauropsida |
|  |            |

|  | Mammalia |
|  |          |

|  | Sauropsida |
|  |            |

|  | Mammalia |
|  |          |

|  | Sauropsida |
|  |            |

|  | Mammalia |
|  |          |

|  | Sauropsida |
|  |            |

|  | Mammalia |
|  |          |

|  | Sauropsida |
|  |            |

|  | Mammalia |
|  |          |

|  | Sauropsida |
|  |            |

|  | Mammalia |
|  |          |

|  | Sauropsida |
|  |            |

|  | Mammalia |
|  |          |

|  | Sauropsida |
|  |            |

|  | Mammalia |
|  |          |

|  | Sauropsida |
|  |            |

|  | Mammalia |
|  |          |

|  | Sauropsida |
|  |            |

|  | Mammalia |
|  |          |

|  | Sauropsida |
|  |            |

|  | Mammalia |
|  |          |

|  | Sauropsida |
|  |            |

|  | Mammalia |
|  |          |

|  | Sauropsida |
|  |            |

|  | Mammalia |
|  |          |

|  | Sauropsida |
|  |            |

|  | Mammalia |
|  |          |

|  | Sauropsida |
|  |            |

|  | Mammalia |
|  |          |

|  | Sauropsida |
|  |            |

|  | Mammalia |
|  |          |

|  | Sauropsida |
|  |            |

|  | Mammalia |
|  |          |

|  | Sauropsida |
|  |            |

|  | Mammalia |
|  |          |

|  | Sauropsida |
|  |            |

|  | Mammalia |
|  |          |

|  | Sauropsida |
|  |            |

|  | Mammalia |
|  |          |

|  | Sauropsida |
|  |            |

|  | Mammalia |
|  |          |

|  | Sauropsida |
|  |            |

|  | Mammalia |
|  |          |

|  | Sauropsida |
|  |            |

|  | Mammalia |
|  |          |

|  | Sauropsida |
|  |            |

|  | Mammalia |
|  |          |

|  | Sauropsida |
|  |            |

|  | Mammalia |
|  |          |

|  | Sauropsida |
|  |            |

|  | Mammalia |
|  |          |

|  | Sauropsida |
|  |            |

|  | Mammalia |
|  |          |

|  | Sauropsida |
|  |            |

|  | Mammalia |
|  |          |

|  | Sauropsida |
|  |            |

|  | Mammalia |
|  |          |

|  | Sauropsida |
|  |            |

|  | Mammalia |
|  |          |

|  | Sauropsida |
|  |            |

|  | Mammalia |
|  |          |

|  | Sauropsida |
|  |            |

|  | Mammalia |
|  |          |

|  | Sauropsida |
|  |            |

|  | Mammalia |
|  |          |

|  | Sauropsida |
|  |            |

|  | Mammalia |
|  |          |

|  | Sauropsida |
|  |            |

|  | Mammalia |
|  |          |

|  | Sauropsida |
|  |            |

|  | Mammalia |
|  |          |

|  | Sauropsida |
|  |            |

|  | Mammalia |
|  |          |

|  | Sauropsida |
|  |            |

|  | Mammalia |
|  |          |

|  | Sauropsida |
|  |            |

|  | Mammalia |
|  |          |

|  | Sauropsida |
|  |            |

|  | Mammalia |
|  |          |

|  | Sauropsida |
|  |            |

|  | Mammalia |
|  |          |

|  | Sauropsida |
|  |            |

|  | Mammalia |
|  |          |

|  | Sauropsida |
|  |            |

|  | Mammalia |
|  |          |

|  | Sauropsida |
|  |            |

|  | Mammalia |
|  |          |

|  | Sauropsida |
|  |            |

|  | Mammalia |
|  |          |

|  | Sauropsida |
|  |            |

|  | Mammalia |
|  |          |

|  | Sauropsida |
|  |            |

|  | Mammalia |
|  |          |

|  | Sauropsida |
|  |            |

|  | Mammalia |
|  |          |

|  | Sauropsida |
|  |            |

|  | Mammalia |
|  |          |

|  | Sauropsida |
|  |            |

|  | Mammalia |
|  |          |

|  | Sauropsida |
|  |            |

|  | Mammalia |
|  |          |

|  | Sauropsida |
|  |            |

|  | Mammalia |
|  |          |

|  | Sauropsida |
|  |            |

|  | Mammalia |
|  |          |

|  | Sauropsida |
|  |            |

|  | Mammalia |
|  |          |

|  | Sauropsida |
|  |            |

|  | Mammalia |
|  |          |

|  | Sauropsida |
|  |            |

|  | Mammalia |
|  |          |

|  | Sauropsida |
|  |            |

|  | Mammalia |
|  |          |

|  | Sauropsida |
|  |            |

|  | Mammalia |
|  |          |

|  | Sauropsida |
|  |            |

|  | Mammalia |
|  |          |

|  | Sauropsida |
|  |            |

|  | Mammalia |
|  |          |

|  | Sauropsida |
|  |            |

|  | Mammalia |
|  |          |

|  | Sauropsida |
|  |            |

|  | Mammalia |
|  |          |

|  | Sauropsida |
|  |            |

|  | Mammalia |
|  |          |

|  | Sauropsida |
|  |            |

|  | Mammalia |
|  |          |

|  | Sauropsida |
|  |            |

|  | Mammalia |
|  |          |

|  | Sauropsida |
|  |            |

|  | Mammalia |
|  |          |

|  | Sauropsida |
|  |            |

|  | Mammalia |
|  |          |

|  | Sauropsida |
|  |            |

|  | Mammalia |
|  |          |

|  | Sauropsida |
|  |            |

|  | Mammalia |
|  |          |

|  | Sauropsida |
|  |            |

|  | Mammalia |
|  |          |

|  | Sauropsida |
|  |            |

|  | Mammalia |
|  |          |

|  | Sauropsida |
|  |            |

|  | Mammalia |
|  |          |

|  | Sauropsida |
|  |            |

|  | Mammalia |
|  |          |

|  | Sauropsida |
|  |            |

|  | Mammalia |
|  |          |

|  | Sauropsida |
|  |            |

|  | Mammalia |
|  |          |

|  | Sauropsida |
|  |            |

|  | Mammalia |
|  |          |

|  | Sauropsida |
|  |            |

|  | Mammalia |
|  |          |

|  | Sauropsida |
|  |            |

|  | Mammalia |
|  |          |

|  | Sauropsida |
|  |            |

|  | Mammalia |
|  |          |

|  | Sauropsida |
|  |            |

|  | Mammalia |
|  |          |

|  | Sauropsida |
|  |            |

|  | Mammalia |
|  |          |

|  | Sauropsida |
|  |            |

|  | Mammalia |
|  |          |

|  | Sauropsida |
|  |            |

|  | Mammalia |
|  |          |

|  | Sauropsida |
|  |            |

|  | Mammalia |
|  |          |

|  | Sauropsida |
|  |            |

|  | Mammalia |
|  |          |

|  | Sauropsida |
|  |            |

|  | Mammalia |
|  |          |

|  | Sauropsida |
|  |            |

|  | Mammalia |
|  |          |

|  | Sauropsida |
|  |            |

|  | Mammalia |
|  |          |

|  | Sauropsida |
|  |            |

|  | Mammalia |
|  |          |

|  | Sauropsida |
|  |            |

|  | Mammalia |
|  |          |

|  | Sauropsida |
|  |            |

|  | Mammalia |
|  |          |

|  | Sauropsida |
|  |            |

|  | Mammalia |
|  |          |

|  | Sauropsida |
|  |            |

|  | Mammalia |
|  |          |

|  | Sauropsida |
|  |            |

|  | Mammalia |
|  |          |

|  | Sauropsida |
|  |            |

|  | Mammalia |
|  |          |

|  | Sauropsida |
|  |            |

|  | Mammalia |
|  |          |

|  | Sauropsida |
|  |            |

|  | Mammalia |
|  |          |

|  | Sauropsida |
|  |            |

|  | Mammalia |
|  |          |

|  | Sauropsida |
|  |            |

|  | Mammalia |
|  |          |

|  | Sauropsida |
|  |            |

|  | Mammalia |
|  |          |

|  | Sauropsida |
|  |            |

|  | Mammalia |
|  |          |

|  | Sauropsida |
|  |            |

|  | Mammalia |
|  |          |

|  | Sauropsida |
|  |            |

|  | Mammalia |
|  |          |

|  | Sauropsida |
|  |            |

|  | Mammalia |
|  |          |

|  | Sauropsida |
|  |            |

|  | Mammalia |
|  |          |

|  | Sauropsida |
|  |            |

|  | Mammalia |
|  |          |

|  | Sauropsida |
|  |            |

|  | Mammalia |
|  |          |

|  | Sauropsida |
|  |            |

|  | Mammalia |
|  |          |

|  | Sauropsida |
|  |            |

|  | Mammalia |
|  |          |

|  | Sauropsida |
|  |            |

|  | Mammalia |
|  |          |

|  | Sauropsida |
|  |            |

|  | Mammalia |
|  |          |

|  | Sauropsida |
|  |            |

|  | Mammalia |
|  |          |

|  | Sauropsida |
|  |            |

|  | Mammalia |
|  |          |

|  | Sauropsida |
|  |            |

|  | Mammalia |
|  |          |

|  | Sauropsida |
|  |            |

|  | Mammalia |
|  |          |

|  | Sauropsida |
|  |            |

|  | Mammalia |
|  |          |

|  | Sauropsida |
|  |            |

|  | Mammalia |
|  |          |

|  | Sauropsida |
|  |            |

|  | Mammalia |
|  |          |

|  | Sauropsida |
|  |            |

|  | Mammalia |
|  |          |

|  | Sauropsida |
|  |            |

|  | Mammalia |
|  |          |

|  | Sauropsida |
|  |            |

|  | Mammalia |
|  |          |

|  | Sauropsida |
|  |            |

|  | Mammalia |
|  |          |

|  | Sauropsida |
|  |            |

|  | Mammalia |
|  |          |

|  | Sauropsida |
|  |            |

|  | Mammalia |
|  |          |

|  | Sauropsida |
|  |            |

|  | Mammalia |
|  |          |

|  | Sauropsida |
|  |            |

|  | Mammalia |
|  |          |

|  | Sauropsida |
|  |            |

|  | Mammalia |
|  |          |